# Microrregión de Tupã
La microrregión de Tupã es una de las microrregiones del estado brasilero de São Paulo perteneciente a la mesorregión Marília. Su población fue estimada en 2006 por el IBGE en 113.542 habitantes y está dividida en siete municipios. Posee un área total de 2.307,196 km².

## Municipios
- Arco-Íris
- Bastos
- Herculândia
- Iacri
- Queiroz
- Quintana
- Tupã

- Datos: Q1980300